# Eleição municipal de Nova Iguaçu em 1988
A eleição municipal de Nova Iguaçu em 1988 ocorreu no dia 15 de novembro para a eleição do prefeito e de seu vice-prefeito, além de 31 vereadores para a administração da cidade pelo período de 1° de janeiro de 1989 até 31 de dezembro de 1992. O candidato Aluísio Gama de Souza, do PDT foi eleito.

## Vereadores
| Candidatos eleitos              |
| ------------------------------- |
| Acarisi Ribeiro Guimarães       |
| Altamir Gomes Moreira           |
| Antonio Cardoso Távora          |
| Carlos Moraes Costa             |
| Cornélio Ribeiro                |
| Douglas Marcelo Vilas Boas      |
| Gilson José de Brito            |
| Hélcio Chambarelli              |
| ltamar Serpa Fernandes          |
| Jamil Dantas                    |
| João Batista dos Reis           |
| Joaquim Hermenegildo Mariano    |
| Jorge Barreto                   |
| Jorge Júlio Costa dos Santos    |
| José Pereira de Mendonça        |
| José Rechuem                    |
| Luciano Mafra                   |
| Luiz Barcelos de Vasconcelos    |
| Luiz Henrique Novaes            |
| Mair Vasconcelos Rosa           |
| Manoel Henrique de Lemos Salles |
| Margareth Lydia de Moraes       |
| Mario Pereira Marques Filho     |
| Moacyr de Almeida Carvalho      |
| Nagi Almawy                     |
| Otoni de Paula                  |
| Paulo César Goulart Salustiano  |
| Ricardo Meirelles Gaspar        |
| Rosely Souza da Fonseca         |
| Sebastião Corredeira            |
| Sebastião da Silveira           |
| Sebastião Marinho               |
| Vitório Roseira                 |
| Walney da Rocha Carvalho        |
| Fonte: Câmara Municipal         |